# Lycenchelys novaezealandiae
Lycenchelys novaezealandiae is een straalvinnige vissensoort uit de familie van puitalen (Zoarcidae). De wetenschappelijke naam van de soort is voor het eerst geldig gepubliceerd in 2007 door Anderson & Møller.